# Adam Rakowski
Adam Rakowski herbu Trzywdar – szambelan królewski w 1787 roku, konsyliarz konfederacji targowickiej ziemi wiskiej w 1792 roku.
Był kawalerem Orderu Świętego Stanisława w 1790 roku.